# Espinelvas
Espinelvas (en catalán y oficialmente: Espinelves) es un municipio de España perteneciente a la provincia de Gerona, en la comunidad autónoma de Cataluña. Situado en la comarca de Osona, en la subcomarca de las Guillerías, en el límite con la comarca de La Selva. En 2023 el municipio tenía 247 habitantes.

## Símbolos
El escudo heráldico que representa al municipio fue aprobado oficialmente el 24 de marzo de 2014 con el siguiente blasón:

«Escudo en losange de ángulos rectos: de sinople, tres espinas de plata. Al timbre, una corona de pueblo.»
Diario Oficial de la Generalidad de Cataluña nº 6596 de 3 de abril de 2014

## Geografía
Ubicación
La localidad se encuentra situada a una altitud de 750 m s. n. m.
| Noroeste: San Saturnino de Osormot | Norte: San Saturnino de Osormot | Noreste: Vilanova de Sau |
| Oeste: Viladrau                    |                                 | Este: San Hilario Sacalm |
| Suroeste: Viladrau                 | Sur: Viladrau                   | Sureste: Arbucias        |

## Demografía
Espinelvas cuenta con una población de 254 habitantes (INE 2024).
| Gráfica de evolución demográfica de Espinelvas entre 1842 y 2021 |
| |
| Población de derecho según los censos de población del INE Población de hecho según los censos de población del INEEn estos censos se denominaba San Vicente de Espinelvas: 1842, 1857 y 1860 En estos censos se denominaba Espinelvas: 1877, 1887, 1897, 1900, 1910, 1920, 1930, 1940, 1950, 1960, 1970 y 1981 |

## Administración y política
| Mandato         | Nombre del alcalde           | Partido político |
| --------------- | ---------------------------- | ---------------- |
| 1979-1983       | Josep Maria Tordera Viladebò | Independiente    |
| 1983-1987       | Josep Maria Tordera Viladebò | CiU              |
| 1987-1991       | Mª Dolors Rovira Castells    | CiU              |
| 1991-1995       | Mª Dolors Rovira Castells    | CiU              |
| 1995-1999       | Mª Dolors Rovira Castells    | CiU              |
| 1999-2003       | Mª Dolors Rovira Castells    | CiU              |
| 2003-2007       | Mª Dolors Rovira Castells    | CiU              |
| 2007-2011       | Àngel Tortades Guirao        | PM               |
| 2011-2015       | Joan Manuel Claveria Regales | ERC              |
| 2015-2019       | Joan Manuel Claveria Regales | ERC              |
| 2019-2023       | Joan Manuel Claveria Regales | ERC              |
| 2023-actualidad | Joan Manuel Claveria Regales | ERC              |

## Curiosidades
- En diciembre se celebra la Fira de l'Avet (Feria del Abeto), que atrae a numerosos visitantes.
- La especie de abeto Abies masjoanis es autóctona del municipio, concretamente de la masía Masjoan, creada por cruce entre las especies Abies alba y Abies pinsapo.
- El grupo de música catalán Blaumut rodó en este municipio el videoclip de la canción "Equilibri", canción del álbum de título homónomino.